# 千葉ポートスクエア
千葉ポートスクエア（ちばポートスクエア）は、千葉県千葉市中央区問屋町にある複合商業施設である。高さ122mの千葉ポートサイドタワー（オフィス棟）を中心に、ザキューブホテル千葉（ホテル棟）、千葉ポートタウン（商業棟・アネックス棟）、千葉ポートサークル・千葉ポートシアター（エンターテイメント施設・劇場）、千葉ポートアリーナ（多目的アリーナ）で構成されている。

## 概要
1993年（平成5年）10月1日、千葉市中央卸売市場の跡地に開館した。
当初は千葉新都心開発が運営していたが、2005年（平成7年）3月25日に減資と保有不動産のみずほ信託銀行への信託を行い、同年5月27日に東京地方裁判所から特別清算開始の決定を受けた。2016年（平成28年）2月19日に、家電量販店として入居していた免税店大手のラオックスが緑地集団（中国の不動産大手）と合弁会社を設立し、オフィス棟、商業棟、ホテル棟などを取得。ラオックスは2017年（平成29年）7月1日に商業棟「ポートタウン」を、12月に併設するエンターテインメント施設「千葉ポートサークル（千葉ポートシアター）」を全面新装し、複合レジャー施設として開業。近隣のファミリー層や国内の顧客、さらに成田国際空港などを利用する訪日外国人にとってもアクセスしやすい立地に着目し、同施設では全体テーマとして「インバウンドと地域活性の融合」を掲げていた。
2019年（令和元年）10月27日には、ポートタウン内に展開していた直営の免税店と日本いいもの物産展が閉店。2023年（令和5年）4月25日には、ドン・キホーテ千葉ポートタウン店がオープンした。
千葉ポートシアターでは、ラオックスの主催・運営により、2017年（平成29年）12月22日よりノンバーバルパフォーマンス『ギア-GEAR- East Version』（アートコンプレックス1928で公演されている『ギア-GEAR-』の関東進出作品）のロングラン公演を行っていたが、2019年（令和元年）9月29日の601回目でメンテナンスのため公演は終了となった。再開時期は未定。

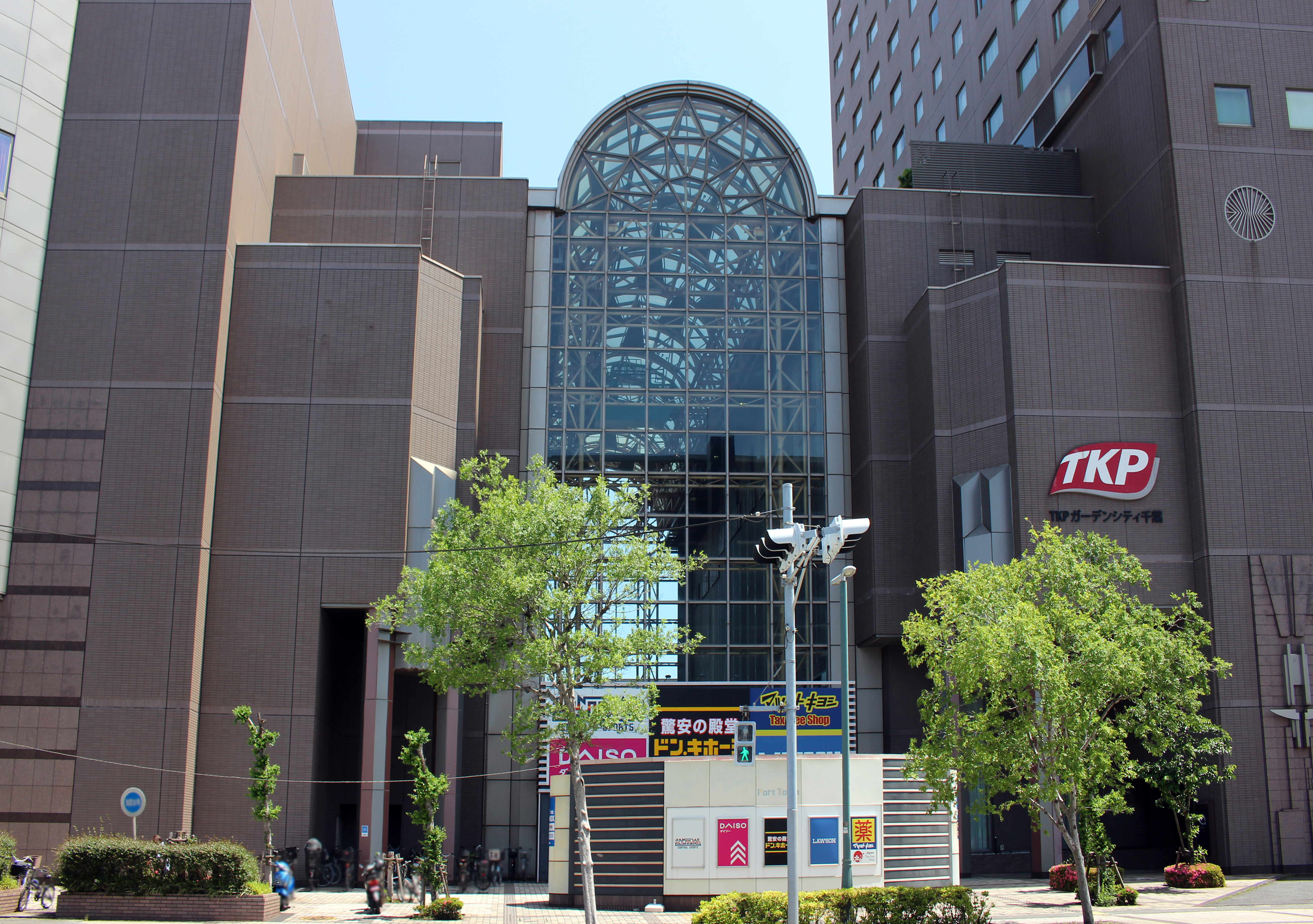
アトリウム南側出入口
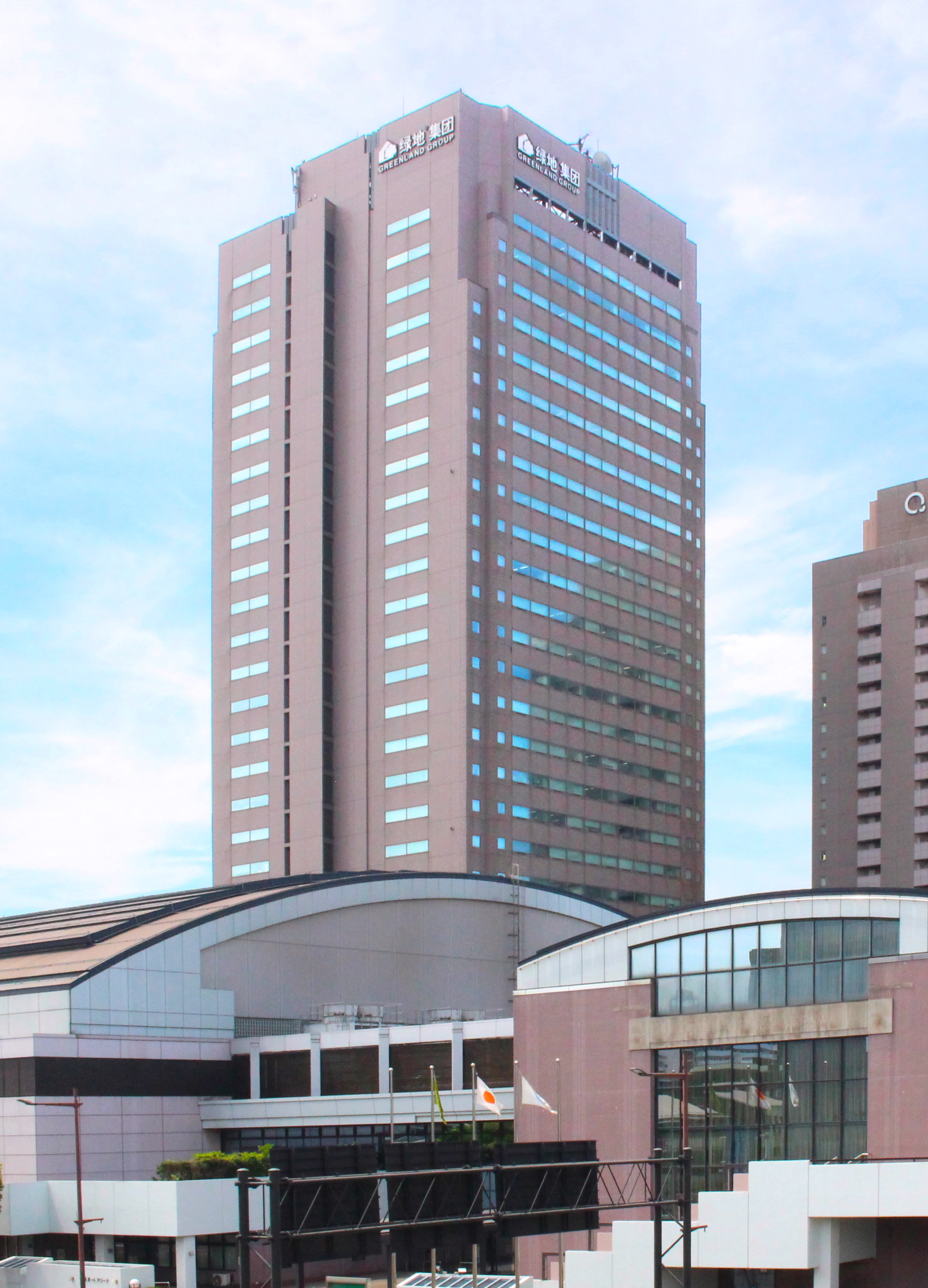
千葉ポートサイドタワー（オフィス棟）
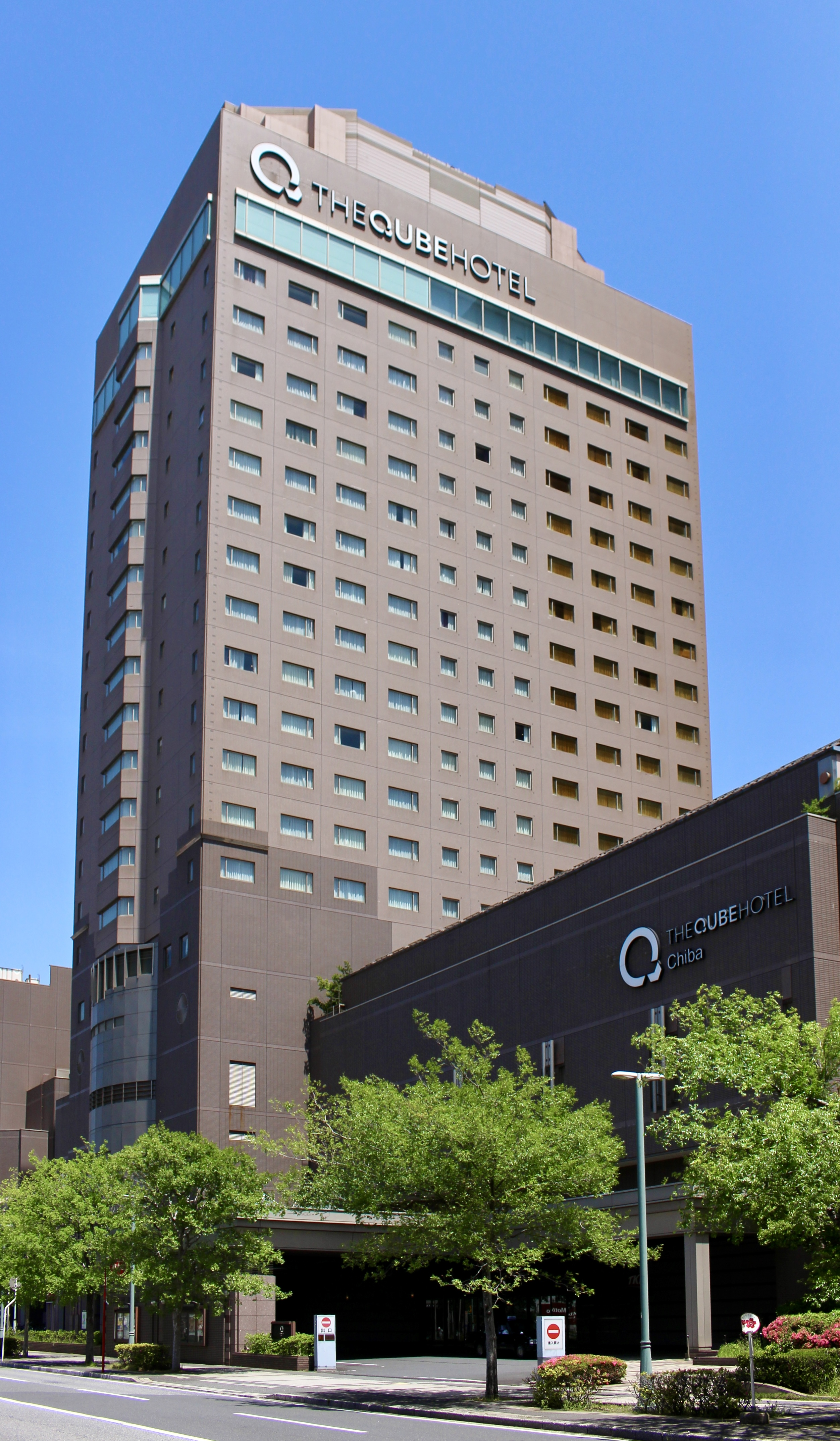
ザキューブホテル千葉（ホテル棟）
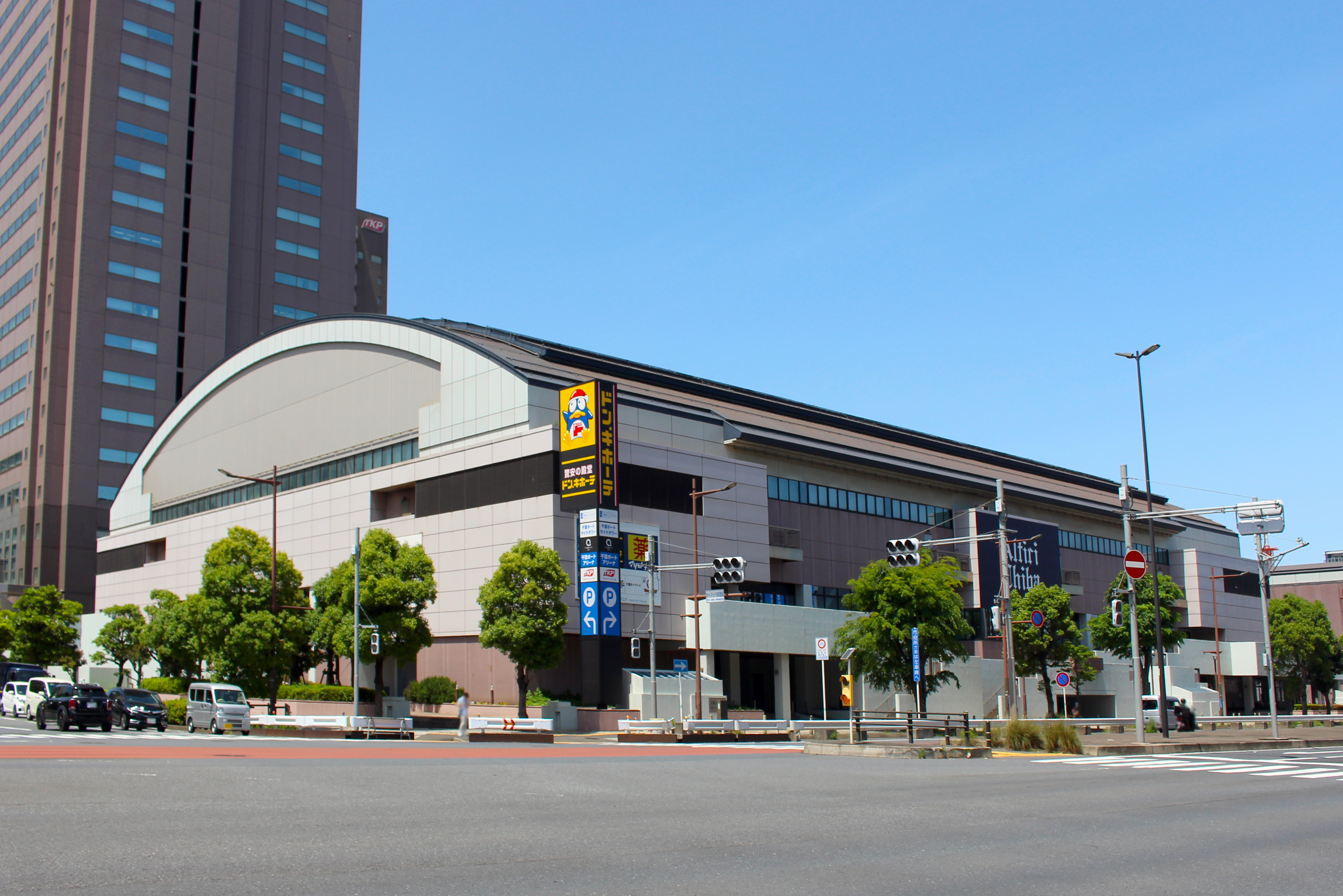
千葉ポートアリーナ（多目的アリーナ）

## 沿革
- 1988年（昭和63年）
  - 10月13日 - 新業務市街地・総合体育館複合施設の開発提案の審査委員会が発足[12][13]。
- 1988年（昭和63年）
  - 8月23日 - 「総合体育館（4階建）と29階建のツインビル」を建設する計画を策定[14]。
- 1989年（平成元年）
  - 5月30日 - 「千葉市総合体育館・複合施設（仮称）」起工式[15]。
  - 9月29日 - 「千葉市総合体育館・複合施設（仮称）」が着工[16]。
- 1990年（平成2年）
  - 7月24日 - 「千葉市総合体育館・複合施設（仮称）」の名称に「千葉ポートアリーナ」を選定[17]。
- 1991年（平成3年）
  - 1月20日 - 「日本トイザらス」などが出店届出[18]。
  - 3月6日 - 起工式[19]。
  - 3月25日 - 「千葉ポートアリーナ」が開館[20]。
- 1993年（平成5年）
  - 9月28日 - 竣工式[21][22]。
  - 10月1日 - 開館[1]。「東京電力」が「TEPCO地球館」を開館[23]。
  - 10月12日 - 「千葉市教育委員会」などが移転[24][25]。
- 1998年（平成10年）
  - 3月31日 - 「ホテル京急」が「ホテルパシフィック千葉」を閉館[26]。
  - 10月1日 - 「東横イン」などが「ウィシュトンホテル千葉」を開館[27]。
- 2003年（平成15年）9月1日 - 「ホテルグリーンタワー千葉」が開館[28]。
- 2005年（平成17年）
  - 3月25日 - 「千葉新都心開発」が減資と保有不動産のみずほ信託銀行への信託を実施[3]。
  - 5月27日 - 「千葉新都心開発」が東京地方裁判所から特別清算開始の決定を受ける[3]。
- 2008年（平成20年）
  - 7月22日 - 「東京電力」が「TEPCO地球館」を閉館[29]。
- 2011年（平成23年）
  - 7月31日 - 「ホテルグリーンタワー千葉」が閉館[30]。
- 2013年（平成25年）
  - 1月23日 - 「カンデオホテルズ」が開館[31]。
- 2016年（平成28年）
  - 2月19日 - 「ラオックス」が緑地集団と合弁会社を設立し、オフィス棟、商業棟、ホテル棟などを取得[4]。
- 2017年（平成29年）
  - 7月1日 - 「千葉ポートタウン」グランドオープン[32]。
  - 12月 - 「千葉ポートサークル（千葉ポートシアター）」がグランドオープンし、22日よりノンバーバルパフォーマンス『ギア-GEAR- East Version』のロングラン公演が開始[11]。
- 2019年（令和元年）
  - 9月29日 - 「千葉ポートシアター」の『ギア-GEAR- East Version』が公演終了し、メンテナンスとなる。
- 2020年（令和2年）
  - 5月24日 - 「カンデオホテルズ千葉」が閉館。
- 2021年（令和3年）
  - 1月 - 緑地集団が自社ブランド「ザキューブホテル千葉」をカンデオホテルの跡地に開業[33][34]。

## 周辺
- 千葉職業能力開発短期大学校 千葉キャンパス
- 千葉市立新宿中学校
- 千葉新宿郵便局

## 交通
- 鉄道
  - 千葉都市モノレール 市役所前駅から徒歩約8分
  - 京成千葉線 千葉中央駅から徒歩約12分
  - 京葉線 千葉みなと駅から徒歩約16分
  - JR・千葉都市モノレール 千葉駅から徒歩約17分

- バス
  - 小湊鉄道バス

## 外部サイト
- 千葉ポートスクエア